# 그라시아스

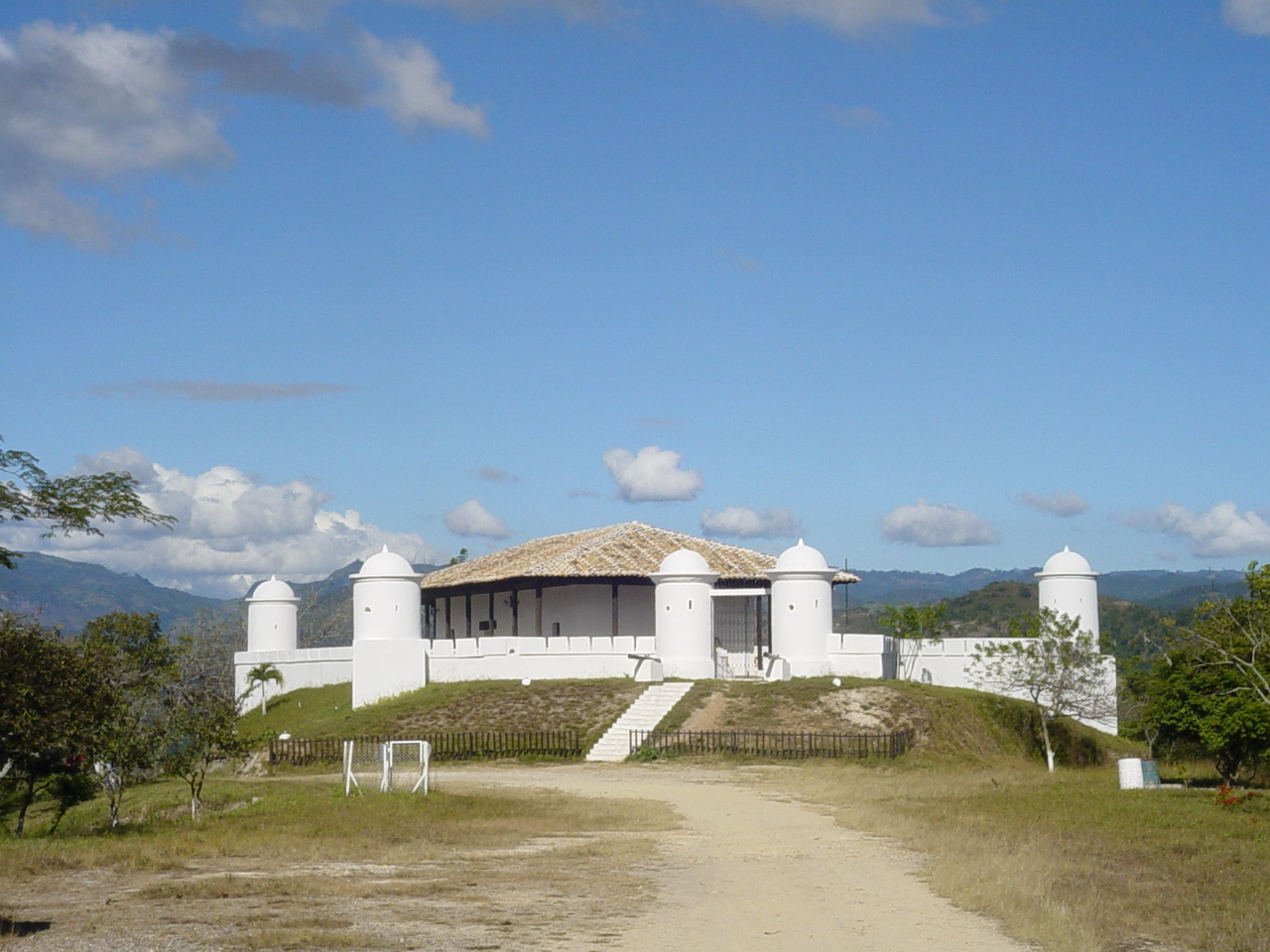
그라시아스에 위치한 산크리스토발(San Cristobal) 요새

그라시아스(스페인어: Gracias)는 온두라스 서부에 위치한 도시로 렘피라 주의 주도이며 인구는 25,000명이다.